# Glyceria declinata
Il gramignone atlantico (Glyceria declinata Breb., 1859) è una pianta angiosperma monocotiledone appartenente alla famiglia delle Poacee (sottofamiglia Pooideae).

## Etimologia
Il nome generico (Glyceria) deriva da una parola greca (glykeros o glukeroj) il cui significato è "dolce" e si riferisce alla dolcezza del grano della specie Glyceria fluitans. L'epiteto specifico (declinata) significa "declinato, curvo verso il basso" e fa riferimento al portamento di questa pianta.
Il nome scientifico è stato definito dal botanico e fotografo francese Louis Alphonse de Brébisson (1798 – 1872) nella pubblicazione "Flore de la Normandie" (Fl. Norm. ed. 3 354.) del 1859.

## Descrizione

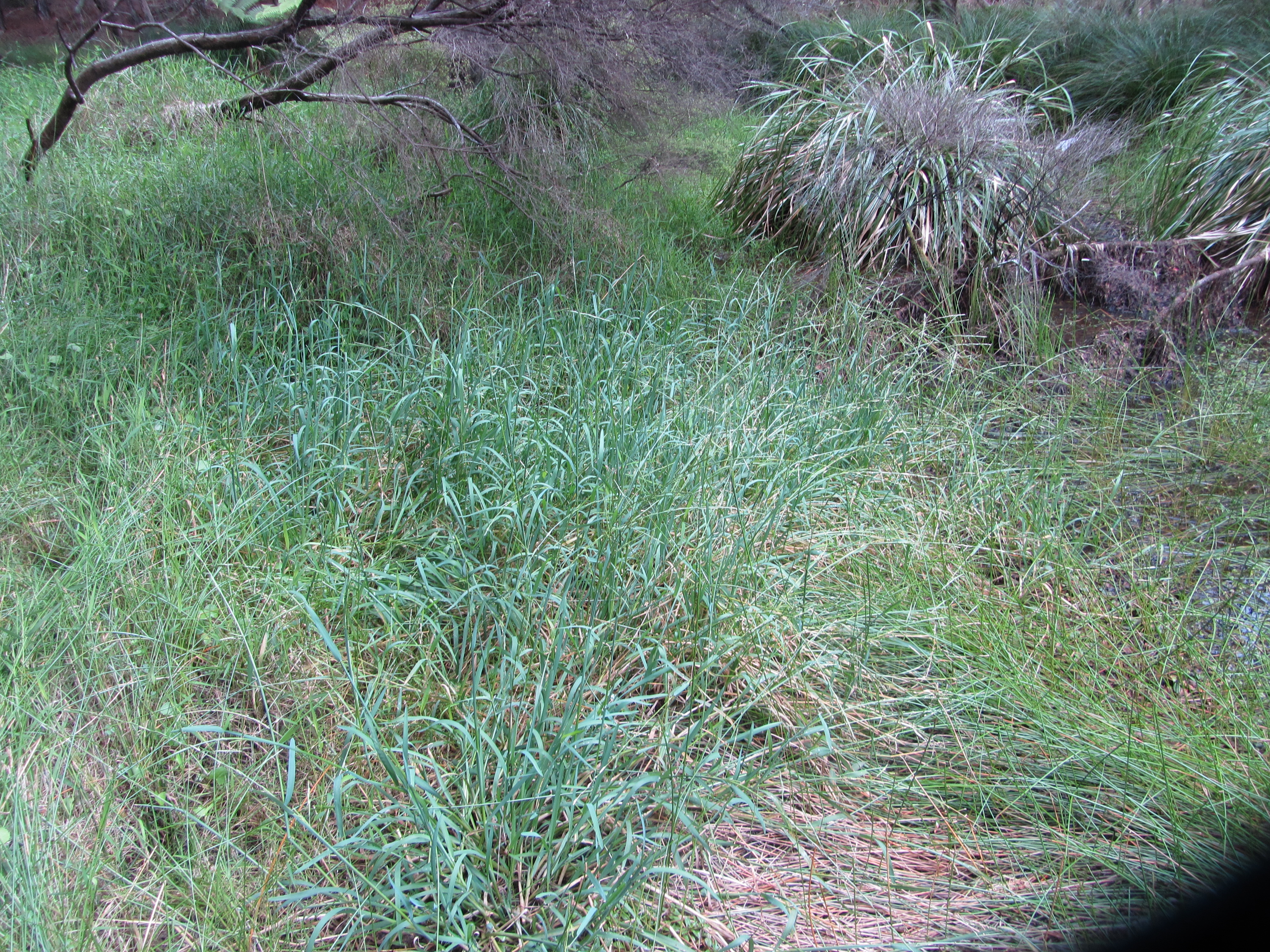
Il portamento

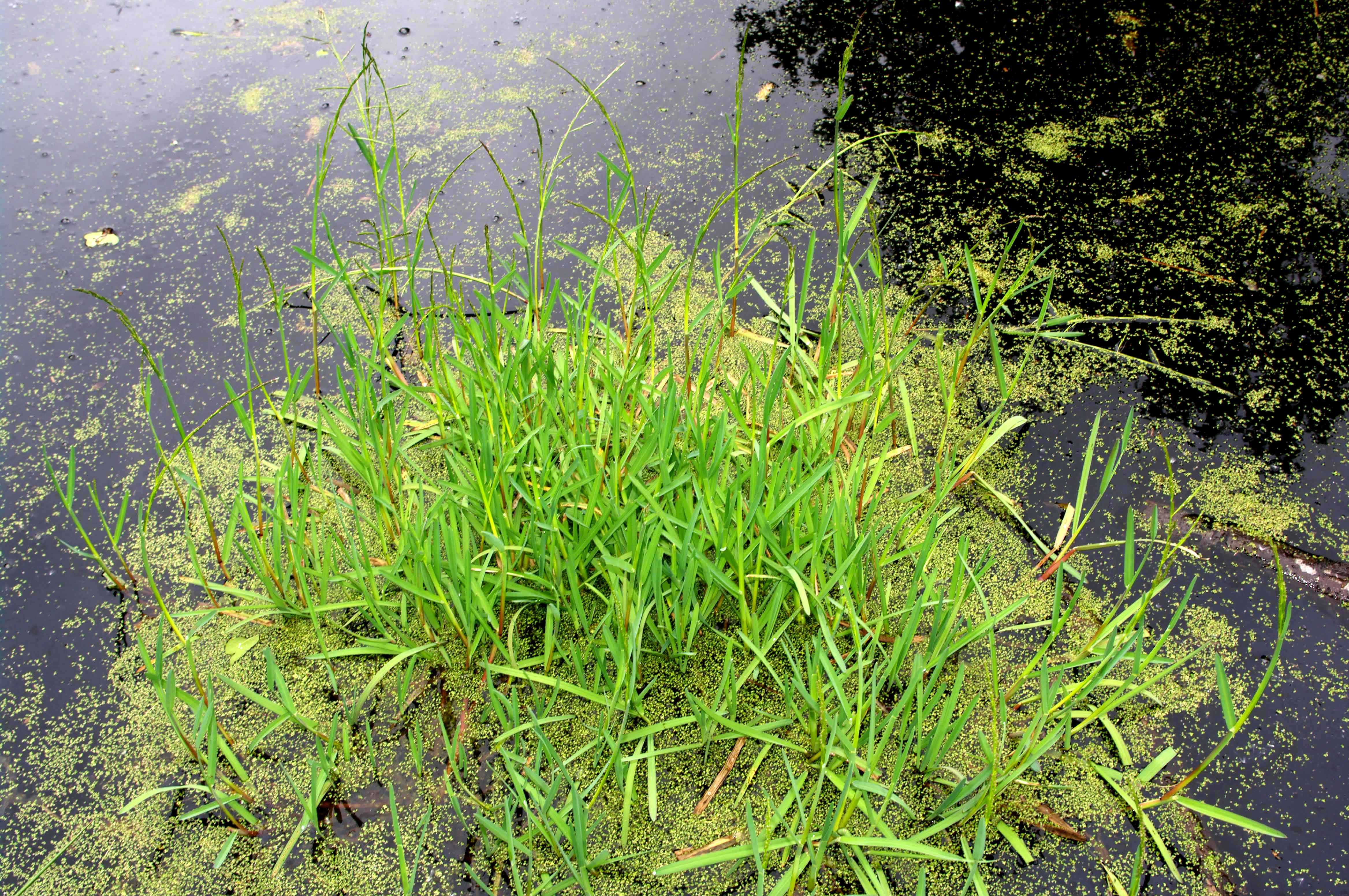
Le foglie

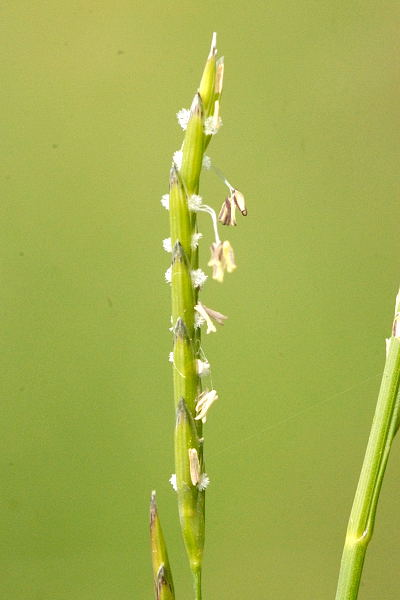
Infiorescenza

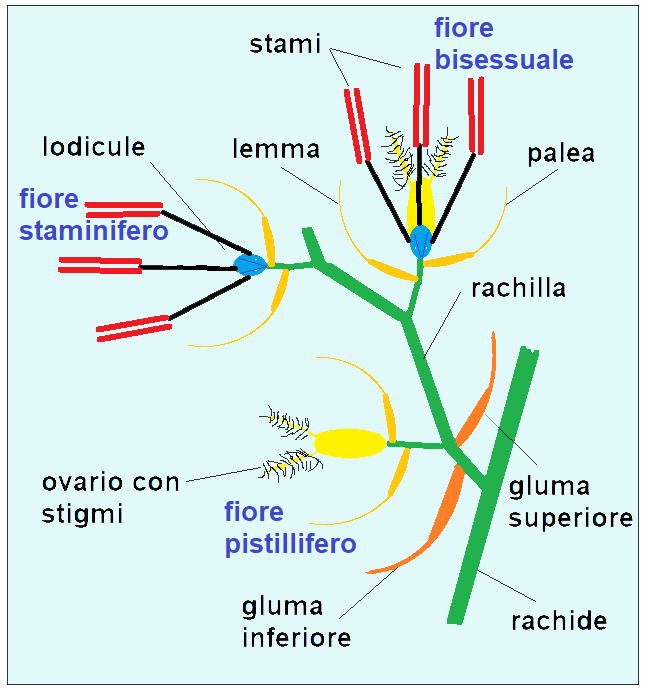
Spighetta generica con tre fiori diversi

Queste piante arrivano ad una altezza di 1 - 16 dm con un portamento cespitoso. La forma biologica prevalente è geofita rizomatosa (G rhiz), ossia piante perenni erbacee che portano le gemme in posizione sotterranea; durante la stagione avversa non presentano organi aerei e le gemme si trovano in organi sotterranei come bulbi, tuberi e rizomi, fusti sotterranei dai quali, ogni anno, si dipartono radici e fusti aerei. Non sono presenti i micropeli.

### Radici
Le radici sono secondarie da rizomi striscianti.

### Fusto
La parte aerea del fusto (il culmo) è eretta o prostrata o decombente. Ai nodi inferiori sono presenti dei radicamenti.

### Foglie
Le foglie lungo il culmo sono disposte in modo alterno, sono distiche e si originano dai vari nodi. Sono composte da una guaina, una ligula e una lamina. Le venature sono parallelinervie e trasversali (appena visibili). Non sono presenti i pseudopiccioli e, nell'epidermide delle foglia, le papille.
- Guaina: la guaina è abbracciante il fusto (è tubolare per gran parte della lunghezza); è inoltre carenata, scabra nella parte superiore e priva di auricole. Le guaine sono più lunghe degli internodi.
- Ligula: la ligula è membranosa (raramente cigliata); è acuta ed è lunga 4 – 9 mm.
- Lamina: la forma è lineare, piatta e conduplicata con bordi ruvido-taglienti e apici acuti. La lamina può essere ripiegata e flaccida. La superficie è liscia. La colorazione è verde o grigio-verde. Dimensioni della lamina: larghezza: 1,5 – 8 mm; lunghezza 3 – 18 cm.

### Infiorescenza
Infiorescenza principale (sinfiorescenza o semplicemente spiga): le infiorescenze, ramificate, ascellari e terminali, formate da diverse spighette, hanno la forma di una pannocchia aperta, lineare e povera (è più o meno lanceolata all'inizio; ovata a maturità). I 2 - 5 rami inferiori sono riuniti. La fillotassi dell'inflorescenza inizialmente è a due livelli, anche se le successive ramificazioni la fa apparire a spirale. Dimensione dell'infiorescenza: 10 – 40 cm.

### Spighette
Infiorescenza secondaria (o spighetta): le spighette, pedicellate, distanziate ed erette, con forme lineari oblunghe, cilindriche o leggermente compresse lateralmente, sottese da due brattee distiche chiamate glume (inferiore e superiore), sono formate da 8 - 15 fiori. Possono essere presenti dei fiori sterili; in questo caso sono in posizione distale rispetto a quelli fertili. Il colore delle spighette è verde grigiastro o violaceo. Alla base di ogni fiore sono presenti due brattee: la palea (un profillo) e il lemma. La disarticolazione avviene con la rottura a maturità della rachilla sotto ogni fiore fertile. Lunghezza della spighetta: 13 – 20 mm. Dimensione dei fiori: larghezza 2 – 3 mm; lunghezza 18 – 25 mm. Lunghezza del pedicello: 1,5 – 4 mm.
- Glume: le glume, persistenti, sono lunghe 1,5 - 2,3 e 2,5 - 3,5 mm rispettivamente; la forma è ovata (con apice arrotondato) e la consistenza è membranosa. Sono percorse da una venatura longitudinale.
- Palea: la superficie della palea si presenta con alcune venature ed è cigliata e strettamente alata; la fascia mediana è ialina è più breve delle costole laterali e forma una insenatura apicale di 0,5 mm (ossia l'apice è bi-denticolato).
- Lemma: il lemma è lungo 4 – 5 mm; la forma è largamente ellittica o obovato-oblunga; la superficie si presenta con delle nervature molto rilevanti; l'apice ha 5 dentelli acuti. La consistenza è erbacea. Possiede 7 venature longitudinali.

### Fiore
I fiori fertili sono attinomorfi formati da 3 verticilli: perianzio ridotto, androceo  e gineceo.
- Formula fiorale:[8]

- , P 2, A (1-)3(-6), G (2–3) supero, cariosside.

- Il perianzio è ridotto e formato da due lodicule, delle squame traslucide, poco visibili (forse relitto di un verticillo di 3 sepali).
- L'androceo è composto da 3 stami ognuno con un breve filamento libero, una antera sagittata e due teche. Le antere, gialle o viola, sono basifisse con deiscenza laterale. Il polline è monoporato. Dimensione delle antere: 1 - 1,5 mm.
- Il gineceo è composto da 3-(2) carpelli connati formanti un ovario supero. L'ovario, glabro, ha un solo loculo con un solo ovulo subapicale (o quasi basale). L'ovulo è anfitropo e semianatropo e tenuinucellato o crassinucellato. Lo stilo, allungato e persistente, è unico con due stigmi papillosi e distinti.
- Fioritura: da giugno a luglio (agosto).

### Frutti
I frutti sono del tipo cariosside, ossia sono dei piccoli chicchi indeiscenti, con forme ellissoidali, nei quali il pericarpo è formato da una sottile parete che circonda il singolo seme. In particolare il pericarpo è fuso al seme ed è aderente. L'endocarpo non è indurito e l'ilo è lungo e lineare. L'embrione è piccolo e provvisto di epiblasto ha un solo cotiledone altamente modificato (scutello senza fessura) in posizione laterale. I margini embrionali della foglia non si sovrappongono. Dimensione del cariosside: 1,5 - 2,3 mm.

## Biologia
Come gran parte delle Poaceae, le specie di questo genere si riproducono per impollinazione anemogama. Gli stigmi più o meno piumosi sono una caratteristica importante per catturare meglio il polline aereo. 
La dispersione dei semi avviene inizialmente a opera del vento (dispersione anemocora) e una volta giunti a terra grazie all'azione di insetti come le formiche (mirmecoria).

## Distribuzione e habitat

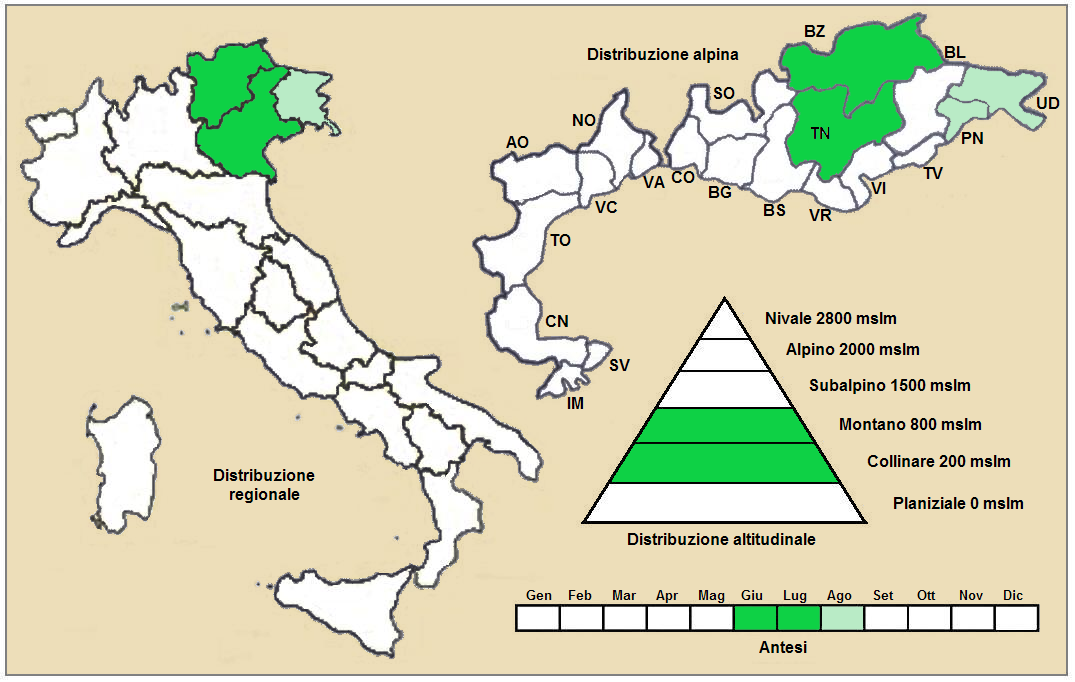
Distribuzione della pianta
(Distribuzione regionale – Distribuzione alpina)

- Geoelemento: il tipo corologico (area di origine) è Subatlantico o anche Ovest - Europeo.
- Distribuzione: in Italia è una specie rara e si trova all'estremo orientale della penisola. Nelle Alpi è presente nel Trentino-Alto Adige. Fuori dall'Italia, sempre nelle Alpi, questa specie si trova in Francia (dipartimento di Drôme) e in Austria (Länder del Tirolo Settentrionale, Tirolo Orientale, Salisburgo, Carinzia, Stiria, Austria Superiore e Austria Inferiore). Sugli altri rilievi europei collegati alle Alpi si trova nella Foresta Nera, Vosgi, Massiccio del Giura, Massiccio Centrale, Pirenei e Carpazi.[15] Nel resto dell'Europa questa specie si trova dalla penisola Iberica alla Russia meridionale (non è presente nella penisola Balcanica).[16] Questa specie si trova inoltre in Africa (Magreb), Asia (zone tropicali), India, Australia, Nuova Zelanda e Nord America.[13]
- Habitat: gli habitat tipici per questa pianta sono gli alvei dei fiumi, i suoli umidi e le rive dei fossi. Il substrato preferito è calcareo/siliceo ma anche siliceo con pH acido, alti valori nutrizionali del terreno che deve essere bagnato.[15]
- Distribuzione altitudinale: sui rilievi queste piante si possono trovare da 500 fino a 1.500 m s.l.m.; nelle Alpi frequentano quindi i seguenti piani vegetazionali: collinare e montano.

## Fitosociologia

### Areale alpino
Dal punto di vista fitosociologico alpino Glyceria declinata appartiene alla seguente comunità vegetale:
- Formazione: comunità delle macro- e megaforbie terrestri

- Classe: Molinio-Arrhenatheretea Tüxen, 1937

- Ordine: Potentillo-Polygonetalia Tüxen, 1947

### Areale italiano
Per l'areale completo italiano Glyceria declinata appartiene alla seguente comunità vegetale:
- Macrotipologia: vegetazione delle praterie

- Classe: Agrostietea stoloniferae Oberdorfer, 1983

- Ordine: Potentillo Anserinae-Polygonetalia avicularis Tüxen, 1947

- Alleanza: Potentillion anserinae Tüxen, 1947

Descrizione. L'alleanza Potentillion anserinae è relativa alle praterie igrofile e meso-igrofile, a volte temporaneamente inondate (sono inondate in inverno e secche in primavera) e comunque calpestate e sovrapascolate dei climi temperati e in particolare quello Mediterraneo. Sono formazioni erbacee relative agli ambienti umidi e antropizzati. La disponibilità in nutrienti può essere varia, da ricca a moderatamente povera. Questa cenosi si rinviene lungo i corsi d’acqua, i canali secondari, le depressioni caratterizzate dalla presenza di acqua stagnante, presso gli abbeveratoi del bestiame e zone paludose in genere. La distribuzione dell'alleanza è prevalentemente medioeuropea ma è presente anche nel Mediterraneo. Appartengono a questa alleanza soprattutto specie emicriptofite reptanti e neofite rizomatose; ossia piante caratterizzate dalla capacità di diffondersi rapidamente per via vegetativa e sono efficienti nel colonizzare temporanee aree aperte.
Specie presenti nell'associazione: Agrostis stolonifera, Alopecurus geniculatus, Althaea officinalis, Carex hirta, Carex hordeistichos, Cirsium creticum, Dactylis glomerata, Elytrigia repens, Epilobium tetragonum, Festuca arundinacea, Galega officinalis, Glyceria striata, Juncus inflexus, Mentha aquatica, Mentha pulegium, Poa trivialis, Plantago major, Potentilla anglica, Potentilla anserina, Potentilla intermedia, Potentilla reptans, Potentilla supina, Pulicaria dysenterica, Pulicaria vulgaris, Ranunculus sardous, Rorippa sylvestris, Rumex crispus, Verbena officinalis e Ranunculus repens.

## Tassonomia
La famiglia delle Poacee comprende circa 800 generi e oltre 9.000 specie. È una delle famiglie più numerose e più importanti del gruppo delle monocotiledoni. La famiglia è suddivisa in 12 sottofamiglie, il genere Glyceria fa parte della sottofamiglia Pooideae, tribù Meliceae.

### Filogenesi
Il genere di questa specie (Glyceria) fa parte della supertribù Melicodae Soreng, 2017 (tribù Meliceae Link ex Endl., 1830). La supertribù Melicodae, dal punto di vista filogenetico, è la seconda supertribù, dopo la supertribù Nardodae Soreng, 2017, ad essersi evoluta nell'ambito della sottofamiglia Pooideae.
All'interno del genere Glyceria la specie di questa voce è inserita nella sezione Glyceria (a volte è confusa con Glyceria occidentalis).
Per il genere di questa voce sono descritte le seguenti sinapomorfie: (1) le venature dei lemmi sono prominenti e non convergono all'apice; (2) gli stami sono due o tre.
Il numero cromosomico di G. declinata è: 2n = 20.